# Francisque Rudel du Miral
Pour les articles homonymes, voir Rudel.
Francisque Rudel du Miral est un homme politique français né le 11 avril 1812 à Clermont-Ferrand (Puy-de-Dôme) et décédé le 14 janvier 1884 à La Villeneuve (Creuse).

## Biographie
Il est le petit-fils de Claude Antoine Rudel du Miral, député du Puy-de-Dôme à la Convention et au Conseil des Anciens.
Substitut à Moulins en 1835, procureur à Riom, puis avocat général en 1846, il démissionne en 1848. Conseiller général, il est député du Puy-de-Dôme de 1852 à 1870. Il est rapporteur du budget pendant trois ans et vice-président de la Chambre.

## Sources
- « Francisque Rudel du Miral », dans Adolphe Robert et Gaston Cougny, Dictionnaire des parlementaires français, Edgar Bourloton, 1889-1891 [détail de l’édition]